# رومولوس آگوستولوس
رومولوس آگوستوس مشهور به رومولوس آگوستولوس یا به‌طور کامل فلاویوس مومیلوس رومولوس آگوستولوس (به لاتین: Flavius Momyllus Romulus Augustulus) (زندگی در سدهٔ پنجم میلادی) امپراتور روم غربی از ۴۷۵ تا ۴۷۶ م.بود. باوجودی‌که او را در تاریخ به عنوان آخرین امپراتور روم غربی می‌شناسند، اما روم شرقی او را غاصب و دست نشانده می‌دانست و هرگز او را به عنوان امپراتور مشروع نیمهٔ باختری به رسمیت نشناخت.

## زندگینامه

### سال‌های آغازین و امپراتوری

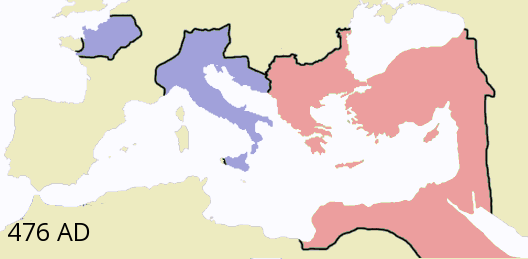
امپراتوری‌های روم غربی و روم شرقی در ۴۷۶ صورتی: روم شرقی بنفش: روم غربی

رومولوس آگوستوس پسر اورستس، ارشد سربازان روم غربی در زمان امپراتور ژولیوس نپوس در ۴۷۵م. بود. امپراتوری روم غربی تا آن زمان به شدت زوال یافته و قلمرو جغرافیایی‌اش تنها محدود به ایتالیا و منطقهٔ کم‌نفوذی در جنوب گل شده بود. از سوی دیگر مزدوران ژرمنی‌تبار بیشترین تعداد سربازان امپراتوری را تشکیل می‌دادند و به همین سبب اورستس که دارای تبار دوگانهٔ رومی-ژرمنی بود، از حمایت بیشتری از جانب سربازان در مقایسه با امپراتور نپوس برخوردار بود. همین موضوع سبب شد تا او در ۴۷۵ علیه امپراتور وقت دست به شورش زده و برای براندازی او به سوی راونا لشکر کشد. ژولیوس نپوس در اوت همان سال به دالماتیا گریخت و کنترل ایتالیا در دستان اورستس قرار گرفت. اورستس، سپس پسرش رومولوس را که به دلیل داشتن مادری رومی‌تبار از خون رومی برخوردار بود و امکان‌پذیرشش از سوی رمیان بیشتر از پذیرش خود اورستس بود را در تاریخ ۳۱ اکتبر ۴۷۵ به مقام امپراتوری روم غربی رساند. با این حال روم شرقی از پذیرش او به عنوان امپراتور مشروع روم غربی سر باز زد و او را به عنوان غاصب تاج و تخت شناخت.

### نام رومولوس آگوستوس
روایات مختلفی در مورد تغییر نام رومولوس از آگوستوس به آگوستولوس وجود دارد. در برخی منابع چنین آمده است که نام امپراتور جوان از دو نام رومولوس، نخستین پادشاه افسانه‌ای و آگوستوس، نخستین امپراتور سربلند روم تشکیل شده بود و رمیان با تحریف نام او از رومولوس به مومیلوس (به معنای «رسوایی کوچک») و آگوستوس به آگوستولوس (مصغرشدهٔ آگوستوس به معنای «امپراتور کوچک») به تمسخر او می‌پرداختند.
روایت دیگری که در مجموعه تواریخ آنونیموس والسیانوس آمده است نیز چنین می‌گوید که پسر اورستس تا پیش از آنکه پدرش او را به قدرت برساند، رومولوس نامیده می‌شد و پس از آن عنوان آگوستوس را به نامش اضافه کردند. اما امپراتور جوان بعدتر عموماً با عنوان آگوستولوس به معنای امپراتور کوچک شناخته می‌شد.
همچنین آگوستولوس نامی‌است که او در طول تاریخ بدان بیشتر شهره بود و امروزه نیز بسیاری از تاریخ‌نگاران هنوز از او با عنوان رومولوس آگوستولوس نام می‌برند.

### دوران حکومت
با برتخت نشستن رومولوس، قدرت اصلی در دستان پدرش اورستس قرار گرفت و با جدی‌ترین مشکل خود که چگونگی مدیریت نیروهای بیگانهٔ تحت فرمانش بود، روبرو شد. اورستس تصمیم گرفت این مسئله را با انجام پرداخت‌هایی به آن‌ها حل نماید. پس سکه‌های طلایی موسوم به سولیدی با نام رومولوس در رم، میلان و احتمالاً راونا ضرب شد. مشکلی که حکاکان به هنگام ضرب این سکه‌ها با آن مواجه شدند، جادادن نام کامل «رومولوس آگوستوس» بر روی سکه‌ها بود. تعدادی سکهٔ نقره نیز در راونا ضرب گردید و به نظر می‌رسد سکهٔ برنزی به نام رومولوس ضرب نشده باشد.
با این وجود مشکلات امپراتوری با سربازان در ۴۷۶ به اوج خود رسید. بیشتر نیروهای بربر از جمله سپاهیان هرولیون، اسکیریان و تورکیلینگی در این زمان خواهان دریافت زمین‌هایی از سوی امپراتور شدند که با مخالفت اورستس روبرو گردید. این مسئله باعث بروز نارضایتی در بین سربازان بیگانه شد و آن‌ها با رویگردانی از اورستس به اودواکر، رئیس‌قبیله‌ای بربر از تبار هون‌ها و سکیریان‌ها پیوستند که به آن‌ها چنین وعده داد که اگر او را به پادشاهی برسانند تمامی خواسته‌هایشان را اجابت خواهد نمود. سربازان به این خواستهٔ او در ۲۳ اوت ۴۷۶ عمل نموده و سپس برای جنگ با اورستس حرکت کردند.

### برکناری از قدرت
اورستس در حدود ۱۲ ماه زیر نام پسرش بر ایتالیا فرمان راند، اما پس از طغیان سپاهیانش به رهبری اودواکر و یورش آن‌ها به راونا توسط آن‌ها دستگیر و در ۲۸ اوت ۴۷۶ اعدام شد. پس از آن اودواکر شهر راونا، امپراتورنشین روم غربی را تسخیر و رومولوس را در ۴ سپتامبر همان سال به کناره‌گیری از قدرت وادار نمود. در مورد سرنوشت بعدی رومولوس روایات گوناگونی وجود دارد، در مجموعه تواریخ آنونیموس والسیانوس چنین آمده است که اودواکر پس از برکناری رومولوس از قدرت به خاطر کمی سنش از جان او گذشت و او را به کاخی در میسنوم در کامپانیا فرستاد و مقرری سالیانه‌ٔ ۶ هزار سولیدی را برایش تعیین نمود تا همراه با خویشاوندانش آزادانه زندگی کند. اما وقایع‌نگارانی همچون کنت مارسلینوس و یوردانس چنین روایت می‌کنند که اودواکر، شاه گوت‌ها پس از کشتن اورستس، پسرش آگوستوس را از قدرت خلع و او را به قلعهٔ لوکولوس در کامپانیا تبعید نمود.

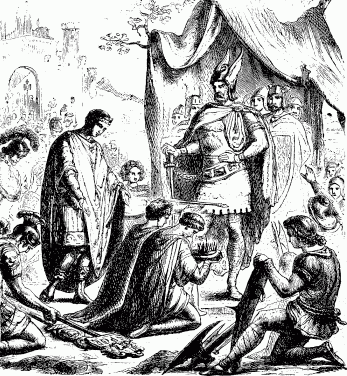
رومولوس آگوستولوس تاج امپراتوری را به اودواکر تقدیم می‌کند

مالکوس، تاریخ‌نگار بیزانسی نیز به این نکته اشاره می‌کند که رومولوس را مجبور کردند تا پیش از برکناری کامل از قدرت نامه‌ای را به زنو، امپراتور وقت روم شرقی نوشته و در آن ضمن اعلام کناره‌گیری خود از قدرت اینگونه عنوان نماید که امپراتوری روم در این زمان تنها به یک امپراتور که مقر قدرتش در قسطنطنیه باشد احتیاج دارد. رمولوس سپس در این نامه اعلام نمود که او و سنای روم غربی، اودواکر را به عنوان فردی مناسب که می‌تواند حافظ منافع آن‌ها باشد برگزیده‌اند و از زنو نیز تقاضا دارند تا او را با اعطای عنوان نجیب‌زاده پاداش داده و فرمانداری ایتالیا را به او واگذار نماید. سپس تنی چند از سناتورها به سوی بیزانتیوم روانه شدند تا این نامه را به دست زنو، امپراتور روم شرقی برسانند.
در همان روزی که زنو این نامه را دریافت داشت، پیام‌آورانی نیز از جانب نپوس، امپراتور پیشین روم غربی به دربار او آمدند تا ضمن ابراز شادباششان نسبت به بازگشت زنو به قدرت، از او برای کمک به نپوس نیز درخواست یاری نمایند. زنو در مقابل چنین پاسخ داد که بسیار خوب خواهد بود اگر اودواکر مقام نجیب‌زادگیش را از امپراتور نپوس دریافت دارد. امپراتور روم شرقی با این سخن می‌خواست به اودواکر بفهماند که او در مقابل افتخاری که نصیبش خواهد شد باید امپراتور پیشین را به ایتالیا بازگرداند. با این حال نپوس هرگز نتوانست تاج و تخت خود را در ایتالیا بازپس گیرد و اودواکر که در این زمان به عنوان شاه ایتالیا شناخته می‌شد تمام قدرت را در دست خود گرفته بود.

### سرنوشت
از سرنوشت بعدی و تاریخ مرگ رومولوس اطلاعی در دست نیست، تنها با بررسی برخی از نوشته‌های تاریخی چنین برمی‌آید که احتمالاً رومولوس آگوستوس هنوز در فاصلهٔ سال‌های ۵۰۷ تا ۵۱۱ زنده بوده‌است.